# Планетарная фантастика

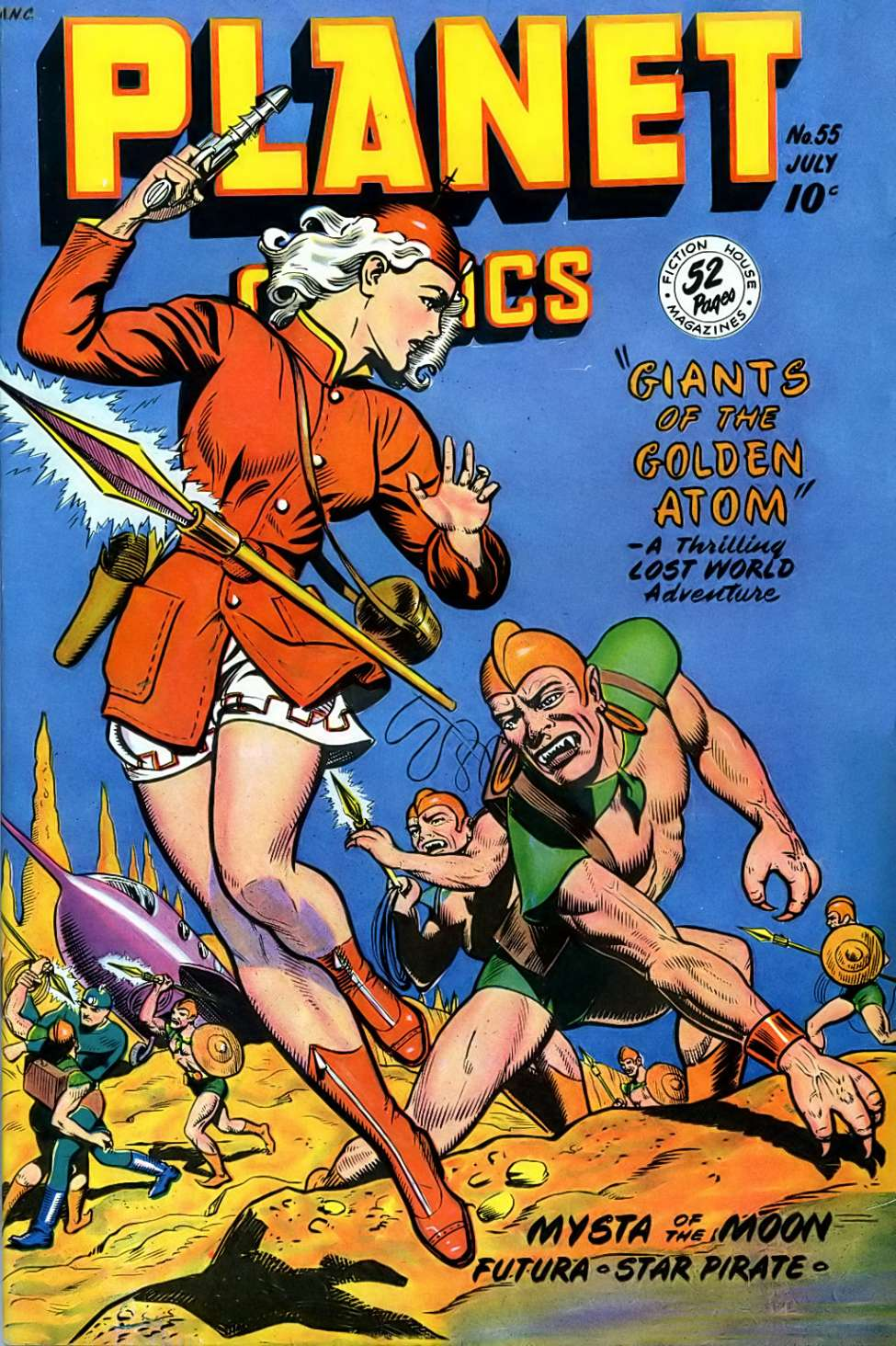
Обложка журнала Planet Comics, июль 1948 г. (художник — Джо Дулин)

Планетарная фантастика или планетарный роман — один из поджанров научной фантастики, в котором большая часть действия состоит из приключений на одной или более довольно экзотических планет, населённых не менее экзотическими аборигенами или земными колонистами. Некоторые планетарные романы происходят в далёком будущем, где путешествия между мирами на космическом корабле является обычным делом, в других, особенно ранних образцах жанра, используются менее реалистичные способы передвижения. В любом случае, центральной темой являются приключения на планете, а не метод перемещения между планетами.

## Прототипы и характеристики жанра
Планетарная фантастика развилась как продолжение приключенческих романов, в том числе из pulp-журналов конца XIX — начала XX века, действие которых переносилось на другие планеты. Как и в космической опере, фантастический элемент поначалу привносился незамысловатым способом: смелый авантюрист, обычно родом из Западной Европы или Северной Америки, становился космическим путешественником, Азия и Африка в роли экзотических мест заменялись чуждыми планетами, а туземцы — инопланетными обитателями.
В то же время, планетарные романы начали использоваться в качестве площадки для выражения самых разнообразных политических и философских мыслей, в них часто описывалась тема контакта чуждых друг другу цивилизаций, трудностей взаимопонимания и порой катастрофических результатов такого контакта. В планетарной фантастике уделяется больше внимания социальным, экономическим и антропологическим аспектам, чем это обычно делается в других видах фантастики. Примером такого романа с серьёзной проработкой мира может служить «Левая рука Тьмы» Ле Гуин.
Не каждый роман, в котором действие происходит на некоторой планете, можно отнести к планетарной фантастике, так как во многих фантастических произведениях особенности конкретной планеты слабо влияют на сюжет. Например, в цикле Гарри Гаррисона «Стальная крыса» приключения главного героя разворачиваются на множестве планет, но в основном они подобны Земле, не имея уникальных характеристик за исключением названия. Для сюжета, соответственно, не важно, что представляет собой планета, на которой герой выкручивается из очередной неприятности. Напротив же, в научно-фантастическом романе Хола Клемента «Экспедиция „Тяготение“» сюжет строится на большем, чем решение главными героями физических и логических вопросов для преодоления препятствий. В истинном планетарном романе мир как будто живёт своей жизнью, а само повествование освещает лишь временной отрезок из этой жизни.

## История развития
Первым автором, ставшим успешным в данном жанре, был Эдгар Берроуз, чьи произведения о Барсуме начали выходить в журналах с 1912 года. «Барсум» (Марс) изобилует хаотическим смешением культурных и технологических стилей, сочетаниями футуристический устройств, таких как «радиевые пистолеты» и летательные аппараты, с анахронизмами типа кавалерии, феодально-рабовладельческим строем с императорами и принцессами, многочисленными сражениями на мечах. «Дюна» Герберта и «Звёздные войны» Лукаса являются прямыми наследниками традиции сплавлять футуристическое будущее со средневековьем.
Цикл Берроуза породил большое количество подражателей. Например, Отис Эделберт Клайн прямо имитировал стиль Берроуза, начав писать свой аналогичный цикл о Венере. После этого романы барсумского типа несколько десятилетий были вне моды, пока в 1960-е Лин Картер и Майкл Муркок не начали производство стилизаций под Берроуза. Этот жанр сознательного подражания, на который оказал влияние также Роберт Говард, получил название «меч и планета».
Публикации фантастических pulp-журналов начиная с 1926 (ставшие особенно плодовитыми в 1930-е годы) создали новый рынок для планетарных романов, которые имели сильное влияние на более поздних воплощений этого жанра. Некоторые такие журналы, например, Planet Stories и Startling Stories, в основном были посвящены планетарных романам, в то время как уже существующие журналы типа Weird Tales начали публиковать научно-фантастические романы рядом с их обычными ужасами и фэнтези меча и магии.
В 1940-х и 1950-х годах существенный вклад в жанр планетарного романа внесла Ли Брэкетт, чьи произведения сочетали героев-авантюристов (иногда преступников), многочисленные приключения, случайные любовные истории, детализированные физические параметры, что было необычно для pulp-прозы, и стиль, характерный для космической оперы или фэнтези. Брэкетт была постоянным автором «Planet Stories» и «Thrilling Wonder Stories», для которых она создала взаимосвязанную серию произведений, объединённых единой вселенной, но, за исключением Эрика Джона, с разными героями. Рассказы Брэкетт являются в первую очередь приключенческой фантастикой, но также содержат размышления на темы культурного и корпоративного колониализма.
С середины 1960-х годов традиционный тип планетарного романа, действие которого происходит в Солнечной системе, попал в немилость, так как технический прогресс позволил установить, что большинство ближних планет совершенно непригодны для жизни. Как следствие, действие новых планетарных произведений обычно стало разворачиваться на планетах в других звёздных системах. Одним из исключений является серия «Гор», первый роман которой был опубликован в 1967 году. Гор является антиземлёй — планетой, расположенной на земной орбите, но по другую сторону Солнца. Сопутствующие гравитационные эффекты и сокрытие планеты от земных исследователей объяснены «высокоразвитой наукой чужих», что является общим местом планетарных романов.

## Примеры планетарных произведений и миров
- «Аватар»
- «Аэлита» А. Н. Толстого
- «Агент КФ»  и «Посёлок» Кира Булычёва
- «Дюна» Фрэнка Герберта
- Гелликония Брайана Олдисса
- Барсум Эдгара Райса Берроуза
- Перн Энн Маккефри
- «Дарковер» Мэрион Зиммер Брэдли
- Гор Джона Нормана
- Маджипурский цикл Роберта Силверберга
- «Речной мир», «Одиссея Грина» и «Многоярусный мир» Филипа Хосе Фармера
- «Хайнский цикл» Урсулы К. Ле Гуин